# 뇌조

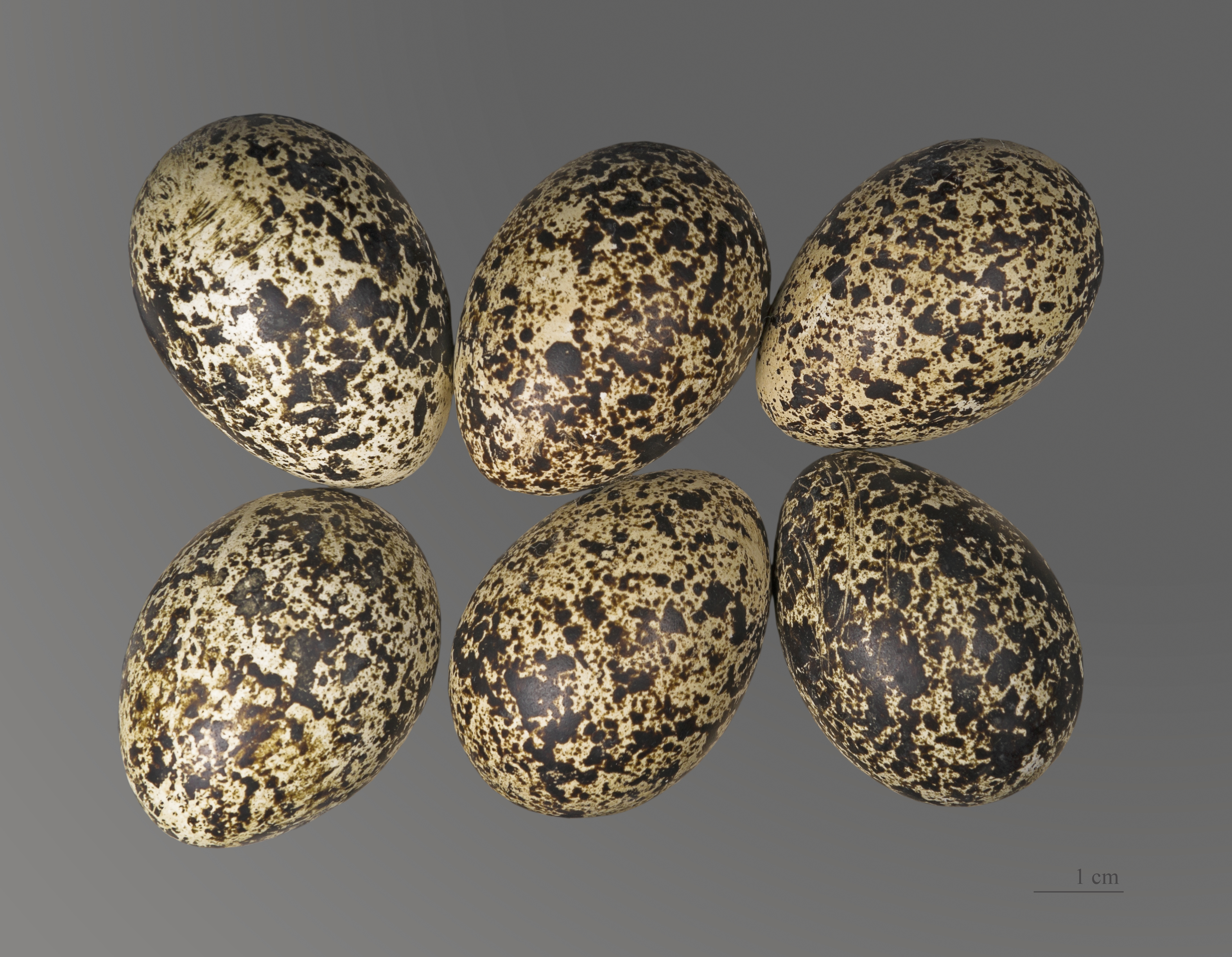
뇌조의 알.

뇌조(雷鳥←천둥새, rock ptarmigan, Lagopus muta)는 중간 크기의 들꿩과 닭목에 속하는 새이다. 영국과 캐나다에서는 ptarmigan라는 이름으로 알려져 있으며, 캐나다 누나부트 준주의 공식새이자 캐나다 뉴펀들랜드 래브라도주의 공식 사냥감 새이기도 하다. 일본에서는 라이초(雷鳥)라고 부르며 기후현, 나가노현, 도야마현의 공식새이며 일본 내에서 보호종으로 인식된다.

## 개요
뇌조는 34~36 센티미터(꼬리는 8 센티미터), 날개길이는 54~60센티미터에 이른다. 사할린뇌조에 비해 약 10% 더 작은 편이다.